# فهرست عمارت‌ها و خانه‌های قدیمی سنندج
- عمارت خسروآباد
- عمارت مشیر دیوان
- عمارت امجدالاشراف
- سردر فهیم(عمارت فهیمی)
- عمارت وکیل الملک
- عمارت احمدزاده
- عمارت سرهنگ آزموده اردلان
- عمارت ملا لطف الله شیخ الاسلام
- عمارت ملک التجار
- عمارت سالار سعید (موزه سنندج)
- عمارت آصف وزیری (خانه کرد)
- مجموعه عمارت شیخ محمد باقر غیاثی
- خانه پیر مرادی
- خانه معمار باشی
- خانه آیت‌الله شیخ محمد مردوخ کردستانی
- خانه گله داری
- خانه مجتهدی